# Sven-Olov Sandström
Sven-Olov Sandström, född 18 oktober 1929 i Stockholm, död 16 juni 2015, var en svensk läkare.
Sandström, som var son till förrådsmästare Birger Sandström och Signe Bäck, avlade studentexamen i Stockholm 1948, blev medicine kandidat vid Karolinska Institutet 1951 och medicine licentiat där 1957. Han var vikarierande underläkare på Allmänna barnbördshuset 1955–1956, andre underläkare vid kirurgiska avdelningen på Fagersta länslasarett 1957–1958, förste underläkare där 1958–1960, underläkare vid kvinnokliniken på Danderyds sjukhus 1960, överläkare vid kvinnokliniken på Västerviks sjukhus 1970 och vid kvinnokliniken på Halmstads lasarett 1976.